# Surbahar

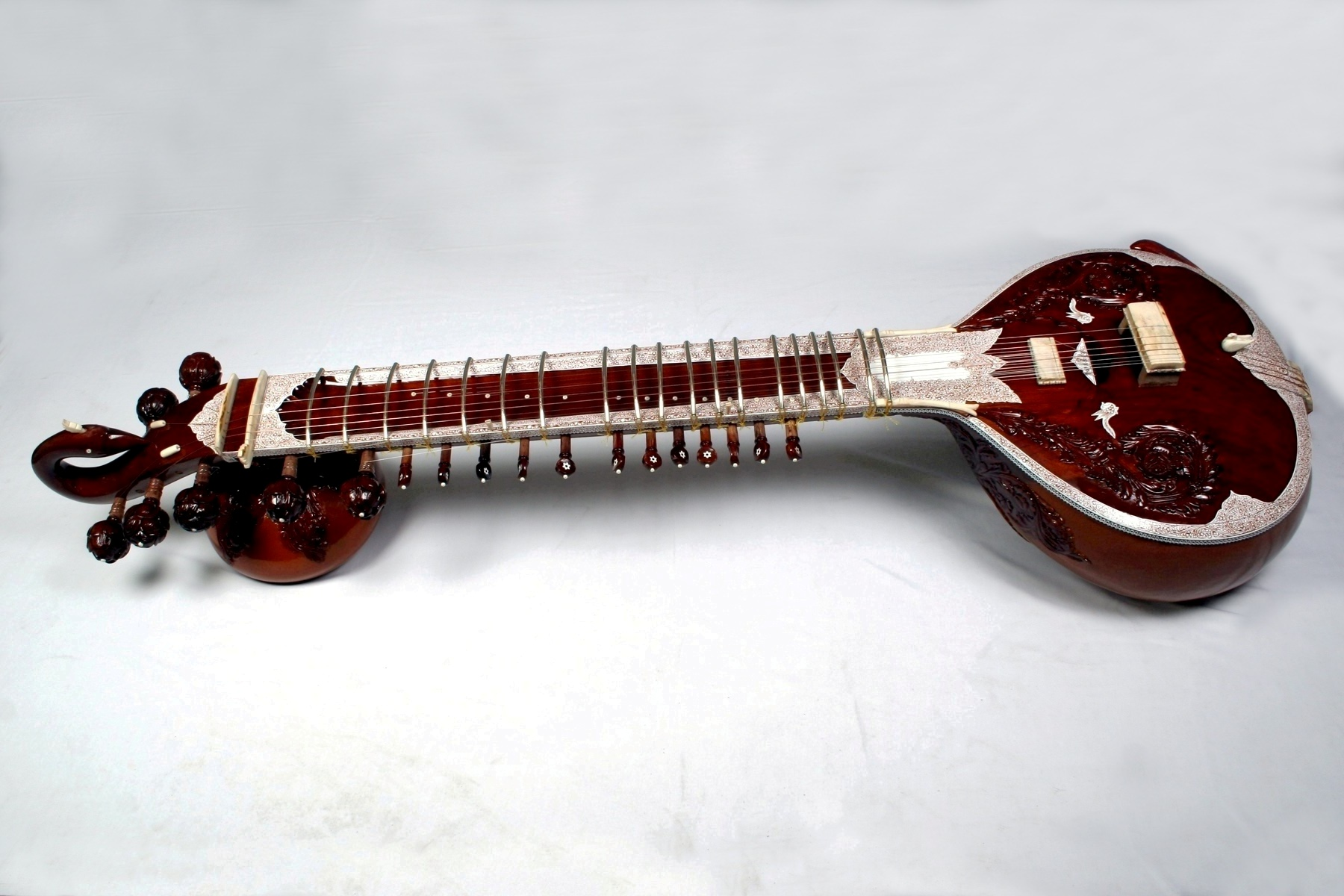
Surbahar

Surbahar (hindsky सुर बहार, urdsky سربہار ‎), známý také jako basový sitár, je mnohostrunný drnkací hudební nástroj z rodiny louten, populární v severní Indii, představitel nástrojů hindustánské hudby. Klasickým doprovodným nástrojem je dvouhlavý buben pakhavadž, případně strunný nástroj tampura. Oproti sitáru je surbahar laděný až o oktávu níže. Někdy hráči na surbahar a sitár vystupují společně. Faktem také je, že mnoho sitáristů hraje zároveň i na surbahar.

## Vzhled
Surbahar má rezonanční skříň vyrobenou ze skořepiny tykve (avšak oproti sitáru je použitý jiný typ řezu – skříň je spíše plochá, jelikož je tvořená vlastně dnem tykve), kulatou rezonanční desku a dlouhý dutý krk, který je podstatně širší než u sitáru. Celkově je surbahar daleko mohutnější. Měří 1,5 až 1,7 m a dřevěné součásti jsou vyrobeny nejčastěji z teaku nebo tunu (Cedrella tuna). Má 20 pohyblivých obloukových pražců a obvykle 4 melodické kovové struny (nejširší má cca 1 mm), 3 až 4 bzučivé struny čikarí ke zdůraznění rytmu a vibrace a 11 až 15 kovových rezonančních strun probíhajících pod pražci. Količník je tvarován zcela jinak než količník sitárový a je většinou zdoben květinovými motivy či řezbou ptačí hlavy. Prohnuté pražce jsou připojeny provázky napjatými kolem krku, což umožňuje pražci posouvat dle potřeby.

## Historie
Surbahar byl pravděpodobně vytvořen někdy kolem roku 1825, aby poskytl větší možnosti při hře dlouhých pomalých pasáží zvaných álap stylu dhrupád, používá se však i v pasážích džór nebo džhálá. Původně byl za jeho pravděpodobného tvůrcem pokládán Ustad Sahebdad Khan. Současně dostupná data však ukazují, že byl vynalezen méně známým sitáristou jménem Ustad Ghulam Mohammed z města Lucknow .

## Ladění
Pro ladění platí skoro totéž, co u sitáru, s tím, že je surbahar laděn o čtyři tóny či až celou oktávu níže. Podobně jako sitár vydává surbahar velmi bohatý zvuk s komplexní rezonancí a alikvótnímy tóny, avšak ve frekvencích nižších než 20 Hz.

## Technika hry

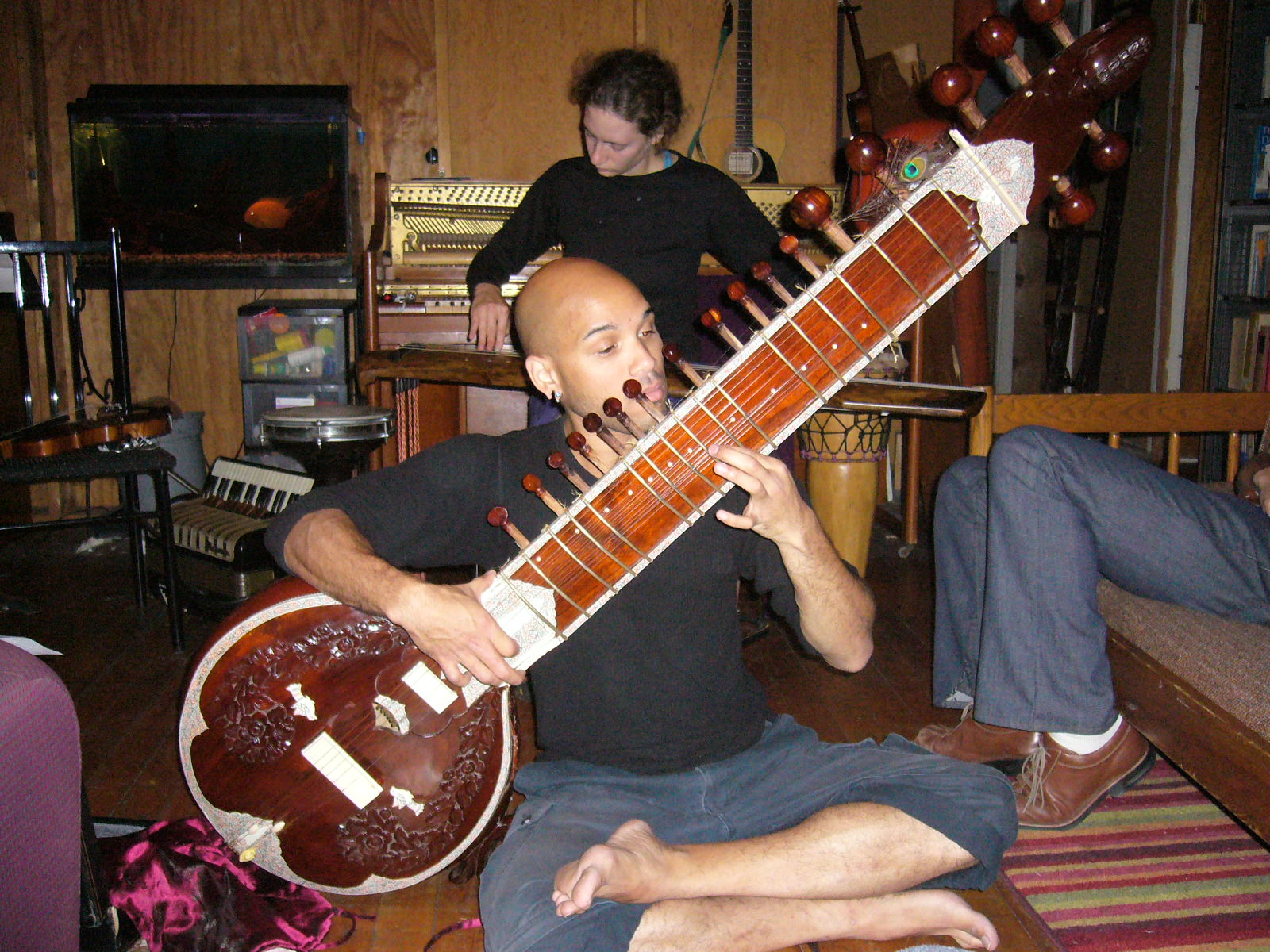
Hráč na surbahar

Pozice je v podstatě totožná se sitárovou. Hráč drží surbahar v úhlu 45 stupňů vsedě na klenbě levé nohy podstrčené pod nohou pravou. Pravé koleno je poněkud zvednuté a podepírá nástroj. Pravá ruka drnká na struny v místě pod posledním pražcem kovovým plektrem zvaným mizrab, nasazeným na pravém ukazováčku, případně i prostředníčku a prsteníčku (styl dhrupad). Palec opírá o hranu krku. Levou rukou hráč manipuluje se strunami tlakem prstů, přičemž používá ukazováček a prostředníček. Vytahováním po pražci dolů lze hrát na surbaharu i celou oktávu na jednom pražci. Na malíčku pravé ruky mívají hráči dlouhý nehet sloužící pro rozeznění rezonančních strun v typické tónové kaskádě. Celkově je hra táhlejší, což je dáno určením nástroje pro hru álapů. Pro techniky sitarkhani a mašitkhani se surbahar nehodí, a tak po zahrání álapu většina hráčů při koncertu pro rychlé fáze kompozice gat a džhálá přejde na sitár, pokud se nejedná o čistě surbaharové vystoupení.

## Surbahar na západě
Vzhledem k vysokým pořizovacím nákladům, problémům s dopravou a obtížně zvládnutelné hře na nástroj se se surbaharem nesetkáme tak často jako se sitárem. Pro příklad můžeme uvést, že v České republice je nejvýše pět surbaharů oproti sitárům, kterých je odhadem kolem stovky.

## Výrobci
- Hiren Roy – bezkonkurenčně nejlepší světový výrobce, sídlící v Kalkatě
- Sanjay Rikhi Ram – výrobce s vysokou prestiží (a nejvyššími cenami) sídlící v Dillí, na západě slavný díky Georgi Harrisonovi – koupil si zde první sitár
- Karasek Sound – zakázkové nástroje vysoké kvality, vyráběné z prvotřídních materiálů v USA
- Radha Krishna Sharma – vysoce kvalitní výrobce z Váránasí
- Bina – jeden z mála kvalitních výrobců z Dillí, není totožné s BIBA!
- Manoj Kumar Sardar – Kalkata

## Hráči
Annapurna Devi(bývalá manželka Raviho Shankara), Rajeev Janardan, Irshad Khan, Budhaditya Mukherjee, Imrat Khan, Kushal Das, Sri Jagdeep Singh Bedi, Pandit Chandrashekhar Naringrekar, Pandit Pushparaj Koshti, Kokila Vasant Rai, Beenkar Suvir Misra, Shubha Sankaran

### Video
- Surbahar videos
- Surbahar Video Performance by Beenkar Suvir Misra, Raga Chandrakauns Alaap, 10 mins
- Surbahar Video Performance by Beenkar Suvir Misra, Raga Chandrakauns Jod and Jhala, 10 mins